# 팻 조

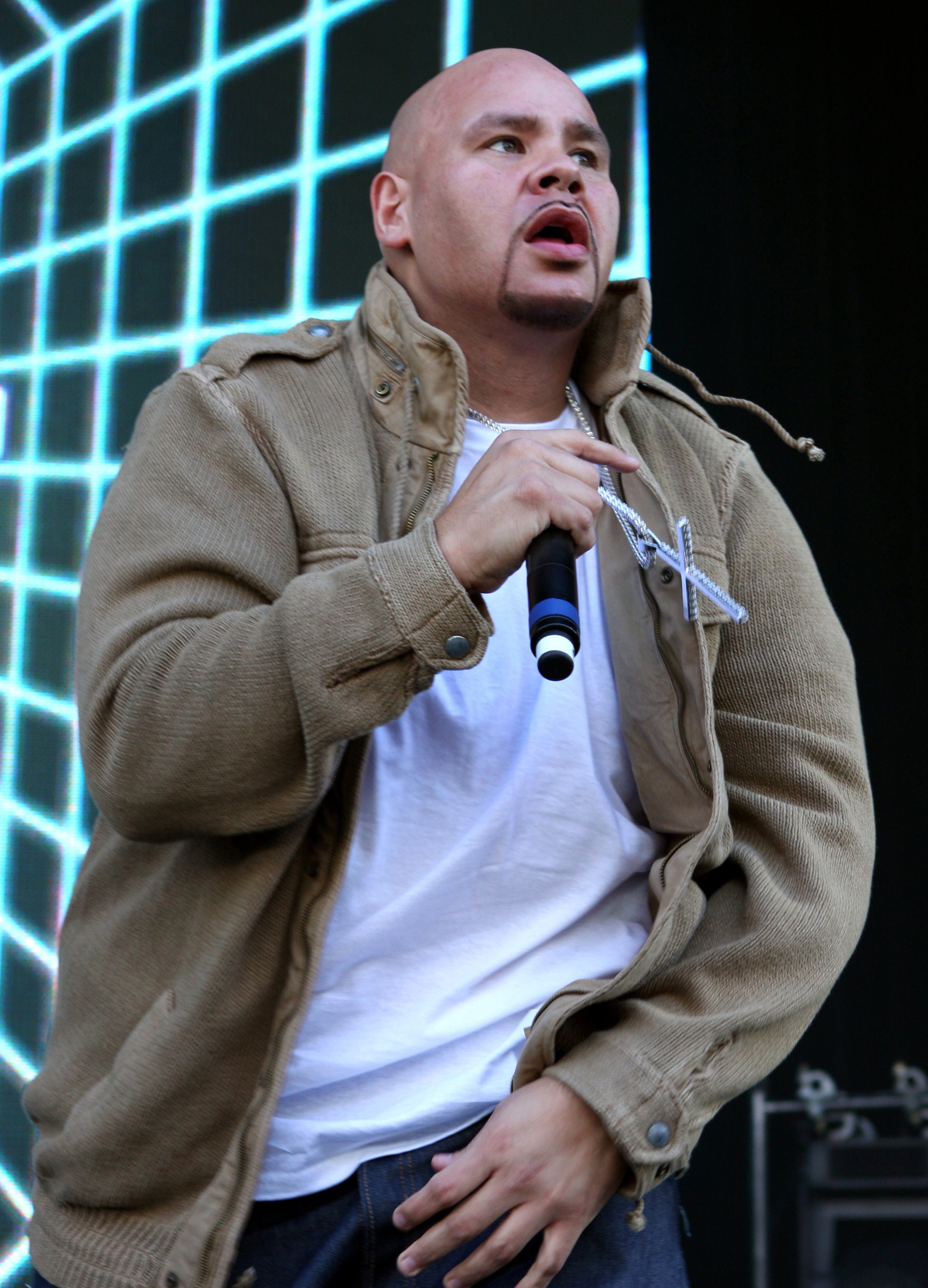

팻 조(Fat Joe, 본명 Joseph Antonio Cartagena, 1970년 8월 19일 ~ )는 미국의 래퍼이다. 그는 푸에르토리코인이며, Imperial Record 소속이다. 또한 그가 독립적으로 세운 힙합 레이블 Terror Squad 사장이며 뉴욕을 중심으로 래퍼들이 소속돼 있다.
1993년에 첫 발매한 앨범 Represent를 시작으로 1995년에 발매한 Jealous One's Envy까지 그는 Atlantic Record에 소속되어 있었으며, 1998년에 발매한 Don Cartagena부터 2005년에 발매한 All or Nothing까지 자신의 설립한 레이블 Terror Squad Entertainment에서 발매했다. 한때 자 룰과 함께 50 Cent와 대립했으며, 2004년 Lean Back으로 number-one hit in the summer of 2004이라는 상을 받았다.
2006년부터 Imperial Record에서 Me, Myself, & I를 내기 시작했다. 현재 The Elephant in the Room을 올해 11월에 발매할 예정이다.

## 앨범
- 1993: Represent (as Fat Joe da Gangsta)
- 1995: Jealous One's Envy
- 1998: Don Cartagena
- 2001: Jealous Ones Still Envy (J.O.S.E.)
- 2002: Loyalty
- 2005: All or Nothing
- 2006: Me, Myself & I
- 2008: The Elephant in the Room(발매 예정)

믹스 테이프
- 2008: The Crack Era

합작 앨범
- 2000: D.I.T.C.

## 출연 작품
- 2020: 피어리스 - DJ 역 (목소리)